# Rendez-Vous (polski zespół muzyczny)
Rendez-Vous – polski zespół z pogranicza rocka i nowej fali.

## Historia
Został utworzony we wrześniu 1983 w Łodzi przez byłych członków grupy Brak: wokalistę/basistę Ziemowita „Ziemka” Kosmowskiego i saksofonistę Kamila Bilskiego. Do obu muzyków dołączyli: gitarzysta Andrzej Stańczak (ex–Krótkie Spięcie) i perkusista Bogdan Banasiak, którego wkrótce zastąpił Wojciech Młotecki (ex–Krótkie Spięcie). Latem 1984 podczas występu na FMR Jarocin grupa dostała się do „złotej ósemki”. Rok później muzycy wzięli udział m.in. w poznańskiej „Rock Arenie”, „Rock Opolu”, „Rockowisku” w Łodzi. W tym czasie nagrali również pierwszego singla „I na okrągło”. W 1986 ukazały się kolejne nagrania – singel „Kradnij mnie” oraz utwory „Na skrzyżowaniu ulic” (kompilacja Jeszcze młodsza generacja) oraz „Shiny–Wet” (anglojęzyczna wersja „Kradnij mnie” na kompilacji Music from Poland at Midem '86). W tym samym roku muzycy nagrali debiutancki album Rendez-Vous. Znalazł się na nim największy przebój zespołu „A na plaży... (Anna)”. W styczniu 1988 zespół zawiesił działalność. Kosmowski kontynuował karierę w swoim kolejnym zespole Ziemek (przez jakiś czas towarzyszył mu jeszcze Stańczak). W lipcu 1988 zmarł Wojciech Młotecki (występował również w zespole Klincz).
Latem 2000 Kosmowski (wokal, gitara, inst. klawiszowe) i Banasiak (gitara basowa) rozpoczęli reaktywację zespołu. Rok później, w 2001 dołączył Andrzej Rusinek (perkusja). Współpracę z zespołem podjął wówczas również Andrzej Stańczak. Muzycy nagrali dwa nowe utwory: „Rendez-Vous Carmelina” i „Comunicujmy się”, które gościły na antenie radiowej. W sierpniu 2002 r. ukazała się reedycja CD albumu Rendez-Vous. W 2005 grupa dokonała nagrań na kolejną płytę, która nie ukazała się do dziś.
W listopadzie 2014 zmarł gitarzysta Andrzej Stańczak.
21 września 2016 zespół podpisał kontrakt na nowy album. Trzy dni później opublikowany został teledysk do pierwszego singla zatytułowanego „Jak z nut”. Kolejny singiel nosił nazwę „Raz dane” i był jednocześnie nazwą nadchodzącego albumu. Album Raz dane ukazał się 17 lutego 2017 roku.

## Muzycy

### Ostatni skład zespołu
- Ziemowit Kosmowski – wokal, gitara, gitara basowa (1983–1987, 2001–2005, 2016–2017)
- Agata Wiśniewska – wokal wspierający, instrumenty perkusyjne (2016–2017)
- Marcin Jakubowski – wokal wspierający, gitara basowa, ukulele basowe (2016–2017)
- Piotr Pniak – perkusja (2016–2017)

### Byli członkowie
- Kamil Bilski – saksofon (1983–1984)
- Andrzej Stańczak – gitara (1983–1987)
- Bogdan Banasiak – perkusja (1983–1984), gitara basowa (2001–2005)
- Wojciech Młotecki – perkusja (1984–1987)
- Andrzej Rusinek – perkusja (2001–2005)

## Dyskografia

### Albumy
- Rendez-Vous (1986)
- Raz dane (2017)

### Single
- „I na okrągło” (1985)
- „Kradnij mnie” (1986)

### Kompilacje różnych wykonawców
- Jeszcze młodsza generacja (1986) – utwór: „Na skrzyżowaniu ulic”
- Music from Poland at Midem '86 (1987) – utwór: „Shiny–Wet” (anglojęzyczna wersja „Kradnij mnie”)